# Degrassi: The Next Generation
Degrassi: The Next Generation (seizoen 10 t/m 14: Degrassi, vanaf seizoen 15: Degrassi: Next Class) is een Canadese tv-dramaserie. Degrassi is de vierde serie in de Degrassi franchise, volgend op The Kids of Degrassi Street, Degrassi Junior High en Degrassi High. Degrassi: The Next Generation volgt een groep scholieren van Degrassi Community School, die te maken krijgen met verschillende problemen zoals tienerzwangerschap, verkrachting, drugsmisbruik, automutilatie, zelfmoord, abortus, racisme en vele andere kwesties.
De eerste aflevering werd in Canada op 14 oktober 2001 op CTV uitgezonden.
In Nederland werden de eerste vier seizoenen uitgezonden op The Box. Deze afleveringen werden herhaald op MTV, welke later ook de seizoenen 8 tot 11 uitzond. TeenNick nam deze laatste seizoenen ook op in de programmering en verzorgde daarnaast de uitzendingen van seizoen 12 en 13.
In België werden seizoen 1 tot 4 uitgezonden op Ketnet. Net als in Nederland werden ook in Vlaanderen op Nickelodeon latere seizoenen vertoond tijdens het tienerblok TeenNick.
Op 4 juni 2015 werd bekendgemaakt dat zowel MTV Canada (huidige zender in Canada) en TeenNick (huidige zender in de Verenigde Staten) zullen stoppen met het uitzenden na het veertiende seizoen. Kort daarna werd bekendgemaakt dat Family Channel in Canada de show overnam en dat deze vanaf het vijftiende seizoen door zou gaan onder de naam Degrassi: Next Class. Internationaal kwam de serie beschikbaar op Netflix. Dit directe vervolg liep nog vier seizoenen. Op 7 maart 2019 bevestigde acteur en regisseur Stefan Brogren dat Degrassi: Next Class geen vijfde seizoen krijgt.

## Afleveringen
Degrassi telt in juli 2015 veertien seizoenen met 375 afleveringen. Hieronder staat dit in een overzicht aangegeven.
| Seizoen | Aantal afleveringen | Uitgezonden                          |  |
| ------- | ------------------- | ------------------------------------ |  |
| 1       | 15                  | 14 oktober 2001 – 3 maart 2002       |  |
| 2       | 22                  | 29 september 2002 – 23 februari 2003 |  |
| 3       | 22                  | 17 september 2003 – 5 april 2004     |  |
| 4       | 22                  | 7 september 2004 – 14 februari 2005  |  |
| 5       | 19                  | 19 september 2005 – 20 maart 2006    |  |
| 6       | 19                  | 29 september 2006 – 14 mei 2007      |  |
| 7       | 24                  | 5 oktober 2007 – 23 juni 2008        |  |
| 8       | 22                  | 5 oktober 2008 – 14 augustus 2009    |  |
| 9       | 23                  | 4 oktober 2009 – 16 juli 2010        |  |
| 10      | 44                  | 19 juli 2010 – 22 april 2011         |  |
| 11      | 45                  | 18 juli 2011 – 18 mei 2012           |  |
| 12      | 40                  | 16 juli 2012 – 21 juni 2013          |  |
| 13      | 40                  | 11 juli 2013 – 29 juli 2014          |  |
| 14      | 28                  | 28 oktober 2014 – 2 augustus 2015    |  |

## Personages
Degrassi volgt vanaf seizoen 1 een groep scholieren. In seizoen vijf en zeven slagen er veel personages van de originele cast voor hun eindexamen. Sommigen worden hierbij gevolgd naar de universiteit, maar vanaf seizoen 9 werd er voornamelijk gefocust op een groep nieuwe scholieren op Degrassi Community School. Vanaf seizoen 10 is er geen één origineel personage meer, met uitzondering van Stefan Brogren, wiens personage de directeur van Degrassi Community School is. Verschillende beroemdheden hebben een gastrol gespeeld, zoals Alanis Morissette, Keke Palmer, Billy Ray Cyrus en Natasha Bedingfield. Hieronder volgt een lijst van personages van Degrassi: The Next Generation.
| Acteur                  | Personage                | Seizoenen (vast - terugkerend - gast)                    |
| ----------------------- | ------------------------ | -------------------------------------------------------- |
| Miriam McDonald         | Emma Nelson              | 1-9 (vast)                                               |
| Aubrey Drake Graham     | Jimmy Brooks             | 1-7 (vast), 8 (gast)                                     |
| Christina Schmidt       | Terri McGreggor          | 1-3 (vast)                                               |
| Melissa McIntyre        | Ashley Kerwin            | 1-4 (vast), 5 (gast), 6-7 (terugkerend)                  |
| Sarah Barrable-Tishauer | Liberty Van Zandt        | 1-8 (vast), 9 (gast)                                     |
| Cassie Steele           | Manny Santos             | 1-9 (vast)                                               |
| Stefan Brogren          | Archie 'Snake' Simpson   | 1-14 (vast)                                              |
| Jake Goldsbie           | Toby Isaacs              | 1-5 (vast), 6-7 (terugkerend), 8 (gast)                  |
| Shane Kippel            | Gavin 'Spinner' Mason    | 1-9 (vast), 14 (gast)                                    |
| Ryan Cooley             | J.T. Yorke               | 1-6 (vast)                                               |
| Lauren Collins          | Paige Michalchuk         | 1-7(vast), 8 (terugkerend)                               |
| Daniel Clark            | Sean Cameron             | 1-4, 6 (vast), 7 (gast)                                  |
| Daniel Woods            | Daniel Raditch           | 1-4 (vast)                                               |
| Pat Mastroianni         | Joey Jeremiah            | 1 (gast), 2-5 (vast)                                     |
| Jake Epstein            | Craig Manning            | 2-5 (vast), 6-8 (terugkerend)                            |
| Andrea Lewis            | Hazel Aden               | 1-2 (terugkerend), 3-5 (vast)                            |
| Amanda Stepto           | Christine 'Spike' Nelson | 1-2 (terugkerend), 3-7 (vast), 8-9 (terugkerend)         |
| Stacie Mistysyn         | Caitlin Ryan             | 1-2 (terugkerend), 3-5 (vast), 7 (gast)                  |
| Stacey Farber           | Ellie Nash               | 2 (terugkerend), 3-7 (vast), 8 (terugkerend)             |
| Adamo Ruggiero          | Marco Del Rossi          | 2 (terugkerend), 3-7 (vast), 8 (terugkerend), 9 (gast)   |
| Melissa DiMarco         | Daphne Hatzilakos        | 2-4 (terugkerend), 5-7 (vast), 8 (gast), 9 (terugkerend) |
| Mike Lobel              | Jay Hogart               | 3-4 (terugkerend), 5-7 (vast), 8-9 (terugkerend)         |
| Deanna Casaluce         | Alex Nunez               | 3-4 (terugkerend), 5-6 (vast), 7 (gast)                  |
| Jamie Johnston          | Peter Stone              | 5-10 (vast)                                              |
| Shenae Grimes           | Darcy Edwards            | 4-5 (terugkerend), 6-7 (vast), 8 (gast)                  |
| Dalmar Abuzeid          | Danny Van Zandt          | 4-6 (terugkerend), 7-9 (vast)                            |
| Marc Donato             | Derek Haig               | 5-6 (terugkerend), 7-8 (vast)                            |
| Nina Dobrev             | Mia Jones                | 6 (terugkerend), 7-8 (vast), 9 (gast)                    |
| Mazin Elsadig           | Damian Hayes             | 6 (gast), 7 (Vast)                                       |
| Charlotte Arnold        | Holly J. Sinclair        | 7-11 (vast)                                              |
| Paula Brancati          | Jane Vaughn              | 7-9 (vast)                                               |
| Jajube Mandiela         | Chantay Black            | 4-7 (terugkerend), 8-11 (vast)                           |
| Aislinn Paul            | Clare Edwards            | 6-7 (gast), 8-14 (vast)                                  |
| Scott Paterson          | Johnny DiMarco           | 6 (gast), 7 (terugkerend), 8-9 (vast), 10 (gast)         |
| Samantha Munro          | Anya MacPherson          | 7 (terugkerend), 8-11 (vast)                             |
| Raymond Ablack          | Sav Bhandari             | 7 (terugkerend), 8-11 (vast)                             |
| Natty Zavitz            | Bruce the Moose          | 7 (terugkerend), 8-9 (vast)                              |
| Evan Williams           | Kelly Ashoona            | 8 (vast), 9 (terugkerend)                                |
| Judy Jiao               | Leia Chang               | 8-10 (vast)                                              |
| A.J. Saudin             | Connor DeLaurier         | 8-14 (vast)                                              |
| Sam Earle               | K.C. Guthrie             | 8-12 (vast)                                              |
| Melinda Shankar         | Alli Bhandari            | 8-14 (vast)                                              |
| Jordan Hudyma           | Blue Chessex             | 8-9 (vast)                                               |
| Argiris Karras          | Riley Stavros            | 8-11 (vast)                                              |
| Annie Clark             | Fiona Coyne              | 9-12 (vast)                                              |
| Landon Liboiron         | Declan Coyne             | 9-10 (vast)                                              |
| Jessica Tyler           | Jenna Middleton          | 9-14 (vast)                                              |
| Jahmil French           | Dave Turner              | 9-13 (vast)                                              |
| Spencer Van Wyck        | Wesley Betenkamp         | 9 (gast), 10-11 (vast)                                   |
| Shannon Kook-Chun       | Zane Park                | 9 (gast), 10-11 (vast)                                   |
| Munro Chambers          | Eli Goldsworthy          | 10-14 (vast)                                             |
| Cory Lee                | Winnie Oh                | 10-14 (vast)                                             |
| Jordan Todosey          | Adam Torres              | 10-13 (vast)                                             |
| Alicia Josipovic        | Bianca DeSousa           | 10-13 (vast)                                             |
| Luke Bilyk              | Drew Torres              | 10-14 (vast)                                             |
| Daniel Kelly            | Owen Milligan            | 10-12 (vast)                                             |
| Shanice Banton          | Marisol Lewis            | 10 (terugkerend), 11-12 (vast)                           |
| Justin Kelly            | Jake Martin              | 11-12 (vast)                                             |
| Chloe Rose              | Katie Matlin             | 11-13 (vast)                                             |
| Cristine Prosperi       | Imogen Moreno            | 11-14 (vast)                                             |
| Lyle Lettau             | Tristan Milligan         | 11-14 (vast)                                             |
| Olivia Scriven          | Maya Matlin              | 11-14 (vast)                                             |
| Alex Steele             | Tori Santamaria          | 11-12 (vast)                                             |
| Ricardo Hoyos           | Zig Novak                | 11-14 (vast)                                             |
| Jacob Neayem            | Mo Mashkour              | 11-12 (vast)                                             |
| Sarah Fisher            | Becky Baker              | 12-14 (vast)                                             |
| Craig Arnold            | Luke Baker               | 12-14 (vast)                                             |
| Demetrius Joyette       | Mike Dallas              | 12-14 (vast)                                             |
| Dylan Everett           | Campbell Saunders        | 12 (vast)                                                |
| Ana Golja               | Zoe Rivas                | 13-14 (vast)                                             |
| Andre Kim               | Winston Chu              | 13-14 (vast)                                             |
| Eric Osborne            | Miles Hollingsworth III  | 13-14 (vast)                                             |
| Sara Waisglass          | Frankie Hollingsworth    | 13-14 (vast)                                             |
| Nikki Gould             | Grace Cardinal           | 13-14 (vast)                                             |
| Niamh Wilson            | Jack Jones               | 13-14 (vast)                                             |
| Richard Walters         | Tiny Bell                | 13 (gast), 14 (vast)                                     |
| Spencer MacPherson      | Hunter Hollingsworth     | 13 (gast), 14 (vast)                                     |
| Amanda Arcuri           | Lola Pacini              | 14 (vast)                                                |
| Reiya Downs             | Shay Powers              | 14 (vast)                                                |